# Littlethorpe (Yorkshire du Nord)
Littlethorpe est un village et une paroisse civile du Yorkshire du Nord, en Angleterre.